# Isoanticorpo
Un isoanticorpo è un anticorpo diretto verso un antigene di un soggetto della stessa specie. 
Ci sono due tipi di isoanticorpi:
- naturali: sono presenti nel siero in condizioni fisiologiche e non sono indotti da uno stimolo antigenico;
- immuni: si formano in risposta a stimoli antigenici, quali le infusioni di sangue incompatibile o il passaggio transplacentare di eritrociti durante la gravidanza. Sono IgM o più spesso IgG non fissanti il complemento. Una prima immunizzazione induce la produzione prevalente di IgM, mentre la persistenza dello stimolo antigenico o immunizzazioni ripetute determinano la sintesi di isoanticorpi lgG.